# Ameša Spenta
Gli Ameša Spenta (avestico: Aməša Spənta, "immortali benefici", "immortali efficaci", traslitterato in inglese con Amesha Spenta) sono spiriti presenti nella religione dello Zoroastrismo, emanazioni della divinità suprema Ahura Mazdā, e suoi aiutanti nella creazione dell'Universo e nel mantenimento dell'ordine dello stesso.
Il mazedismo o zoroastrismo è una religione monoteista, e l'unico dio è Ahura Mazdā, quindi queste entità non vengono solitamente definite dèi, ma piuttosto spiriti, immortali, o, in alcune tradizioni, angeli.

## Nomi
Nell'Avestā vengono citati sei Ameša Spenta:
| Nome          | Traslitterazione | Genere | Significato            | Associazione |
| ------------- | ---------------- | ------ | ---------------------- | ------------ |
| Vohu Manah    | Vohu Manah       | M      | "Buon pensiero"        | Animali      |
| Aša Vahištā   | Asha Vahishta    | M      | "Ottima legge"         | Fuoco        |
| Xšaθra Vairya | Khshathra Vairya | M      | "Dominio desiderabile" | Metalli      |
| Ārmaiti       | Armaiti          | F      | "Pietà"                | Terra        |
| Haurvatāṯ     | Haurvatat        | F      | "Integrità"            | Acqua        |
| Amərətāṯ      | Ameretat         | F      | "Immortalità"          | Piante       |

Grammaticamente, i primi tre sono di genere neutro, ma sono nella tradizione considerati maschili, mentre le ultime tre sono femminili.

## Descrizione
Gli Ameša Spenta sono esseri sovrannaturali che non solo mantengono l'ordine creato da Ahura Mazdā, ma rappresentano anche le qualità che gli uomini devono possedere per partecipare alla lotta fra il bene ed il male che è alla base della religione mazdea. In quanto garanti dell'ordine e della legge divina, presentano somiglianze con gli Āditya della religione vedica.
Nell'Avestā (il libro sacro dello Zoroastrismo) sono presenti come aiutanti di Ahura Mazdā nella creazione del mondo e nel mantenimento del bene, dell'ordine e della giustizia, e a ognuno di essi è dedicato uno o più yasna. 

## Tradizioni successive
Nella cosmologia presente nei testi più tardi in medio persiano, il gruppo dei sei Ameša Spenta è esteso per includere un settimo spirito, Spenta Mainyu, diretta emanazione di Ahura Mazdā e guida degli altri. Inoltre, ciascun Ameša Spenta è associato, nel processo della creazione, a un elemento naturale: Spenta Mainyu agli esseri umani, Vohu Manah agli armenti e agli animali, Aša Vahištā al fuoco e alla luce, Xšaθra Vairya ai metalli e ai minerali, Ārmaiti alla terra, Haurvatāṯ all'acqua e Amərətāṯ alle piante.
In quanto entità spirituali subordinate a un dio supremo, sono stati spesso paragonati agli arcangeli delle tradizioni ebraica e cristiana.